# Wu Fang-hsien
Wu Fang-hsien (chiń. 吳芳嫺; pinyin Wú Fāngxián; ur. 15 lipca 1999) – tajwańska tenisistka.

## Kariera tenisowa
W zawodach cyklu WTA Tour wygrała jeden turniej w grze podwójnej z dwóch rozegranych finałów. Triumfowała również w jednym turnieju w cyklu WTA 125K series w grze podwójnej. W karierze wygrała też dwadzieścia jeden turniejów deblowych rangi ITF.
W sezonie 2019 osiągnęła finał zawodów rangi WTA 125K series w Tajpej. Razem z Lee Ya-hsuan pokonały w nim Dalilę Jakupović i Dankę Kovinić z wynikiem 4:6, 6:4, 10–7.
W 2020 roku zadebiutowała w turnieju głównym zawodów wielkoszlemowych, przegrywając w pierwszej rundzie gry podwójnej podczas Australian Open.
W lutym 2023 roku wspólnie z Chan Hao-ching wygrały rywalizację deblową w Hua Hin, w finale pokonując Wang Xinyu i Zhu Lin 6:1, 7:6(6). W tym samym miesiącu w parze z Wang Xinyu awansowały do meczu mistrzowskiego zawodów w Méridzie, lecz przegrały z Catherine McNally i Diane Parry 0:6, 5:7.

## Historia występów wielkoszlemowych
Legenda
     W, wygrany turniej
     F, przegrana w finale
     SF, przegrana w półfinale
     QF, przegrana w ćwierćfinale
     xR, przegrana w x rundzie
     Qx, przegrana w x rundzie kwalifikacji
     A, brak startu
     NH, turniej nie odbył się

### Występy w grze pojedynczej
Wu Fang-hsien nigdy nie startowała w rozgrywkach gry pojedynczej podczas turniejów wielkoszlemowych. Nie została nigdy sklasyfikowana w rankingu singlowym WTA.
| Sezon                  | 2014 | 2015 | 2016 | 2017 | 2018 |
| ---------------------- | ---- | ---- | ---- | ---- | ---- |
| Ranking na koniec roku | –    | –    | –    | –    | –    |

### Występy w grze podwójnej
| Australian Open        | A | A | A | A   | A   | A   | 1R  | A   | A   | A  | 3R | 2R | 0 / 3 | 3 – 3 |  |  |  |  |  |  |  |  |  |  |  |  |  |
| French Open            | A | A | A | A   | A   | A   | A   | A   | A   | 2R | 1R |    | 0 / 2 | 1 – 2 |  |  |  |  |  |  |  |  |  |  |  |  |  |
| Wimbledon              | A | A | A | A   | A   | A   | NH  | A   | A   | 3R | 1R |    | 0 / 2 | 2 – 2 |  |  |  |  |  |  |  |  |  |  |  |  |  |
| US Open                | A | A | A | A   | A   | A   | A   | A   | A   | 2R | 1R |    | 0 / 2 | 1 – 2 |  |  |  |  |  |  |  |  |  |  |  |  |  |
|                        |   |   |   |     |     |     |     |     |     |    |    |    |       |       |  |  |  |  |  |  |  |  |  |  |  |  |  |
| Ranking na koniec roku | – | – | – | 535 | 224 | 210 | 182 | 366 | 167 | 58 | 51 |    | 0 / 9 | 7 – 9 |  |  |  |  |  |  |  |  |  |  |  |  |  |

### Występy w grze mieszanej
Wu Fang-hsien nigdy nie startowała w rozgrywkach gry mieszanej podczas turniejów wielkoszlemowych.

## Finały turniejów WTA
| Legenda                     | Legenda |
| --------------------------- | ------- |
| Wielki Szlem                |         |
| Igrzyska olimpijskie        |         |
| WTA Tour Championships      |         |
| 2009 – 2020                 |         |
| WTA Premier Mandatory       |         |
| WTA Premier 5               |         |
| WTA Premier                 |         |
| WTA International Series    |         |
| WTA 125K series (2012–2020) |         |
| od 2021                     |         |
| WTA 1000 (obowiązkowe)      |         |
| WTA 1000 (nieobowiązkowe)   |         |
| WTA 500                     |         |
| WTA 250                     |         |
| WTA 125                     |         |

### Gra podwójna 6 (3–3)
| Końcowy wynik | Nr | Data             | Turniej    | Nawierzchnia | Partnerka      | Przeciwniczki                        | Wynik finału |
| ------------- | -- | ---------------- | ---------- | ------------ | -------------- | ------------------------------------ | ------------ |
| Zwyciężczyni  | 1. | 5 lutego 2023    | Hua Hin    | Twarda       | Chan Hao-ching | Wang Xinyu Zhu Lin                   | 6:1, 7:6(6)  |
| Finalistka    | 1. | 26 lutego 2023   | Mérida     | Twarda       | Wang Xinyu     | Catherine McNally Diane Parry        | 0:6, 5:7     |
| Finalistka    | 2. | 3 sierpnia 2024  | Waszyngton | Twarda       | Jiang Xinyu    | Asia Muhammad Taylor Townsend        | 6:7(0), 3:6  |
| Zwyciężczyni  | 2. | 5 stycznia 2025  | Auckland   | Twarda       | Jiang Xinyu    | Aleksandra Krunić Sabrina Santamaria | 6:3, 6:4     |
| Zwyciężczyni  | 3. | 11 stycznia 2025 | Hobart     | Twarda       | Jiang Xinyu    | Monica Niculescu Fanny Stollár       | 6:1, 7:6(6)  |
| Finalistka    | 3. | 15 lutego 2025   | Doha       | Twarda       | Jiang Xinyu    | Sara Errani Jasmine Paolini          | 5:7, 6:7(10) |

## Finały turniejów WTA 125

### Gra podwójna 3 (2–1)
| Końcowy wynik | Nr | Data              | Turniej       | Nawierzchnia    | Partnerka    | Przeciwniczki                         | Wynik finału   |
| ------------- | -- | ----------------- | ------------- | --------------- | ------------ | ------------------------------------- | -------------- |
| Zwyciężczyni  | 1. | 17 listopada 2019 | Tajpej        | Dywanowa (hala) | Lee Ya-hsuan | Dalila Jakupović Danka Kovinić        | 4:6, 6:4, 10–7 |
| Zwyciężczyni  | 2. | 11 czerwca 2023   | Makarska      | Ceglana         | Ingrid Neel  | Anna Sisková Renata Voráčová          | 6:3, 7:5       |
| Finalistka    | 1. | 13 lipca 2024     | Contrexéville | Ceglana         | Zhang Shuai  | Oksana Kalasznikowa Iryna Szymanowicz | 7:5, 3:6, 7–10 |

## Finały turniejów ITF
| turnieje z pulą nagród 100 000 $ (W100) |
| turnieje z pulą nagród 80 000 $ (W80)   |
| turnieje z pulą nagród 60 000 $ (W75)   |
| turnieje z pulą nagród 40 000 $ (W50)   |
| turnieje z pulą nagród 25 000 $ (W35)   |
| turnieje z pulą nagród 15 000 $ (W15)   |
| turnieje z pulą nagród 10 000 $         |

### Gra podwójna 41 (21–20)
| Rezultat     |     | Data       | Turniej         | ($)      | Naw.          | Partnerka      | Przeciwniczki                        | Wynik              |
| Finalistka   | 1.  | 18/06/2016 | Kaohsiung       | 10 000   | Twarda        | Chen Pei-hsuan | Erina Hayashi Haruka Kaji            | 4:6, 6:3, 7–10     |
| Zwyciężczyni | 1.  | 10/06/2017 | Hammamet        | 15 000   | Ceglana       | Hsieh Shu-ying | Fernanda Brito Noelia Zeballos       | 5:7, 6:3, 11–9     |
| Finalistka   | 2.  | 22/07/2017 | Szarm el-Szejk  | 15 000   | Twarda        | Chen Pei-hsuan | Rutuja Bhosale Majar Szarif          | 6:3, 3:6, 5–10     |
| Zwyciężczyni | 2.  | 29/07/2017 | Szarm el-Szejk  | 15 000   | Twarda        | Chen Pei-hsuan | Ana Bianca Mihaila Zhao Xiaoxi       | 6:2, 6:1           |
| Zwyciężczyni | 3.  | 05/08/2017 | Szarm el-Szejk  | 15 000   | Twarda        | Chen Pei-hsuan | Ana Bianca Mihaila Zhao Xiaoxi       | 6:4, 6:2           |
| Zwyciężczyni | 4.  | 23/09/2017 | Szarm el-Szejk  | 15 000   | Twarda        | Chen Pei-hsuan | Hsieh Yu-ting Lee Pei-chi            | 7:6(6), 3:6, 11–9  |
| Zwyciężczyni | 5.  | 30/09/2017 | Szarm el-Szejk  | 15 000   | Twarda        | Chen Pei-hsuan | Lee Pei-chi Kanika Vaidya            | 6:0, 1:6, 10–7     |
| Zwyciężczyni | 6.  | 29/12/2017 | Hongkong        | 15 000   | Twarda        | Chen Pei-hsuan | Chan Chin-wei Lu Jiaxi               | 6:1, 6:0           |
| Finalistka   | 3.  | 04/01/2018 | Hongkong        | 15 000   | Twarda        | Chen Pei-hsuan | Yuki Kristina Chiang Helène Scholsen | 2:6, 3:6           |
| Finalistka   | 4.  | 07/04/2018 | Szarm el-Szejk  | 15 000   | Twarda        | Chen Pei-hsuan | Iryna Szymanowicz Dżulija Terzijska  | 3:6, 5:7           |
| Finalistka   | 5.  | 11/05/2018 | Rzym            | 25 000   | Ceglana       | Chen Pei-hsuan | Conny Perrin Chanel Simmonds         | 7:6(0), 1:6, 7–10  |
| Zwyciężczyni | 7.  | 18/05/2018 | San Severo      | 15 000   | Ceglana       | Chen Pei-hsuan | Swiatłana Pirażenka Sopia Szapatawa  | 6:3, 6:4           |
| Zwyciężczyni | 8.  | 25/05/2018 | Caserta         | 25 000   | Ceglana       | Chen Pei-hsuan | Jaimee Fourlis Ellen Perez           | 7:6(6), 6:3        |
| Finalistka   | 6.  | 22/06/2018 | Ystad           | 25 000   | Ceglana       | Chen Pei-hsuan | Emily Arbuthnott Emilie Francati     | 2:6, 1:6           |
| Zwyciężczyni | 9.  | 30/06/2018 | Båstad          | 25 000   | Ceglana       | Chen Pei-hsuan | Anna Danilina Karin Kennel           | 7:5, 1:6, 10–5     |
| Finalistka   | 7.  | 20/02/2018 | Nonthaburi      | 25 000   | Twarda        | Chen Pei-hsuan | Rutuja Bhosale Pranjala Yadlapalli   | 5:7, 2:6           |
| Finalistka   | 8.  | 12/08/2018 | Landisville     | 60 000   | Twarda        | Chen Pei-hsuan | Arina Rodionowa Ellen Perez          | 0:6, 2:6           |
| Finalistka   | 9.  | 06/01/2019 | Hongkong        | 25 000   | Twarda        | Chen Pei-hsuan | Michaëlla Krajicek Barbora Štefková  | 4:6, 7:6(3), 10–12 |
| Zwyciężczyni | 10. | 12/01/2019 | Hongkong        | 25 000   | Twarda        | Chen Pei-hsuan | Robu Kajitani Hiroko Kuwata          | 6:3, 6:3           |
| Finalistka   | 10. | 19/01/2019 | Singapur        | 25 000   | Twarda        | Chen Pei-hsuan | Quirine Lemoine Arantxa Rus          | 2:6, 4:6           |
| Finalistka   | 11. | 24/02/2019 | Kioto           | 60 000   | Twarda (hala) | Chen Pei-hsuan | Eri Hozumi Moyuka Uchijima           | 4:6, 3:6           |
| Zwyciężczyni | 11. | 07/09/2019 | Kioto           | 25 000   | Twarda (hala) | Lee Ya-hsuan   | Kanako Morisaki Minori Yonehara      | 3:6, 6:4, 10–8     |
| Zwyciężczyni | 12. | 21/12/2019 | Navi Mumbai     | 25 000   | Twarda        | Lee Pei-chi    | Olga Doroszyna Szalimar Talbi        | 6:2, 6:2           |
| Zwyciężczyni | 13. | 04/01/2020 | Hongkong        | 25 000   | Twarda        | Eudice Chong   | Moyuka Uchijima Zhang Ying           | 7:6(2), 6:1        |
| Finalistka   | 12. | 04/06/2022 | Changwon        | 25 000   | Twarda        | Lee Ya-hsuan   | Choi Ji-hee Han Na-lae               | 3:6, 6:4, 13–15    |
| Finalistka   | 13. | 11/06/2022 | Inczon          | 25 000   | Twarda        | Lee Ya-hsuan   | Choi Ji-hee Han Na-lae               | 7:5, 4:6, 6–10     |
| Zwyciężczyni | 14. | 18/06/2022 | Ra’ananna       | 25 000   | Twarda        | Lee Ya-hsuan   | Chihiro Muramatsu Rebeka Stolmár     | 6:3, 6:1           |
| Zwyciężczyni | 15. | 02/07/2022 | Porto           | 25 000   | Twarda        | Lee Ya-hsuan   | Lu Jiajing Alana Parnaby             | 5:7, 6:4, 10–1     |
| Finalistka   | 14. | 09/07/2022 | Corroios        | 25 000   | Twarda        | Lee Ya-hsuan   | Justina Mikulskytė Cody Wong         | 2:6, 5:7           |
| Finalistka   | 15. | 23/07/2022 | Figueira da Foz | 25 000+H | Twarda        | Lee Pei-chi    | Alexandra Bozovic Francisca Jorge    | 2:6, 6:3, 10–12    |
| Zwyciężczyni | 16. | 29/07/2022 | Nottingham      | 25 000   | Twarda        | Lee Pei-chi    | Jasmijn Gimbrère Isabelle Haverlag   | 6:3, 6:2           |
| Finalistka   | 16. | 15/10/2022 | Trnawa          | 60 000   | Twarda (hala) | Lee Pei-chi    | Sofja Łansere Rebecca Šramková       | 6:4, 2:6, 9–11     |
| Finalistka   | 17. | 23/10/2022 | Loulé           | 25 000   | Twarda        | Lee Pei-chi    | Francisca Jorge Matilde Jorge        | 3:6, 5:7           |
| Zwyciężczyni | 17. | 04/11/2022 | Nantes          | 60 000   | Twarda (hala) | Magali Kempen  | Veronika Erjavec Emily Webley-Smith  | 6:2, 6:4           |
| Zwyciężczyni | 18. | 19/11/2022 | Monastyr        | 15 000   | Twarda        | Tsao Chia-yi   | Kamilla Bartone Bojana Marinković    | 6:0, 7:5           |
| Zwyciężczyni | 19. | 26/11/2022 | Monastyr        | 15 000   | Twarda        | Tsao Chia-yi   | Anastasija Gurjewa Włada Minczewa    | 6:3, 6:4           |
| Zwyciężczyni | 20. | 03/12/2022 | Monastyr        | 15 000   | Twarda        | Tsao Chia-yi   | Oana Gavrilă Emilie Lindh            | 6:4, 6:3           |
| Zwyciężczyni | 21. | 25/12/2022 | Kioto           | 60 000   | Twarda (hala) | Liang En-shuo  | Momoko Kobori Luksika Kumkhum        | 2:6, 7:6(5), 10–2  |
| Finalistka   | 18. | 06/05/2023 | Gifu            | 80 000   | Twarda        | Lee Ya-hsuan   | Han Na-lae Jang Su-jeong             | 6:7(3), 6:2, 8–10  |
| Finalistka   | 19. | 25/11/2023 | Takasaki        | 100 000  | Twarda        | Liang En-shuo  | Luksika Kumkhum Peangtarn Plipuech   | 3:6, 1:6           |
| Finalistka   | 20. | 27/04/2024 | Oeiras          | 100 000  | Ceglana       | Jana Sizikowa  | Francisca Jorge Matilde Jorge        | 2:6, 0:6           |